# 小芙尼家族
小芙尼家族是2019年10月由DoReMi姐姐（前稱優格姐姐）成立的親子唱跳團體。

## 成員

### 現任成員
以官方Instagram及YouTube列出的成員名單為準。
| 藝名       | 本名   | 活動期間 | 生日     | 星座   | 備註                             | 顏色   |
| ---------- | ------ | -------- | -------- | ------ | -------------------------------- | ------ |
| DoReMi姐姐 | 林姵君 | 2019年 - | 10月10日 | 天秤座 | 創辦人，原MOMO家族第一代優格姐姐 | 粉紅色 |
| 小熊姐姐   | 鍾雅琪 | 2019年 - | 7月20日  | 巨蟹座 | 遊戲實況主及電子競技賽事主持人   | 紫色   |
| 甜兒姐姐   | 張婕筠 | 2020年 - | 8月2日   | 獅子座 | 原MOMO家族甜甜姐姐               | 黃色   |
| Sandy姐姐  | 吳鈺萱 | 2021年 - | 3月9日   | 雙魚座 | 鳳凰藝能旗下藝人                 | 桃紅色 |
| 樂樂哥哥   | 陳建樺 | 2023年 - | 10月21日 | 天秤座 |                                  | 桃紅色 |
| BoBo姐姐   | 陳韋綺 | 2023年 - | 12月18日 | 射手座 |                                  | 藍色   |
| 萊拉姐姐   | 鍾育真 | 2024年 - | 9月19日  | 處女座 | 原MOMO家族第二代藍莓姐姐         | 淺紫色 |
| 飛馬哥哥   | 黃聖   | 2025年 - | 5月26日  | 雙子座 |                                  | 靛藍色 |

### 已離開成員
| 藝名     | 本名   | 活動期間        | 生日    | 星座   | 備註                    | 顏色 |
| -------- | ------ | --------------- | ------- | ------ | ----------------------- | ---- |
| 洗菜姐姐 | 王宇君 | 2019年 - 2023年 | 1月18日 | 摩羯座 | 曾為Taishin Wonders成員 | 橙色 |
| 牛牛哥哥 | 林宗彥 | 2019年 - 2023年 | 8月8日  | 獅子座 | 原MOMO家族牛奶哥哥      | 黃色 |

## 音樂作品

### 小芙尼FoonieFamily
以下作品皆未發行實體唱片
- 小芙尼之歌（MV於2019年10月10日公開）- 首支創作單曲，參與成員：DoReMi姐姐、小熊姐姐、洗菜姐姐、牛牛哥哥 小芙尼之歌 （页面存档备份，存于）
- 數星星（MV於2020年3月20日公開）- DoReMi姐姐個人曲 數星星
- 魔幻時刻（MV於2021年8月20日公開）- 參與成員：甜兒姐姐、Sandy姐姐、小熊姐姐、洗菜姐姐 魔幻時刻 （页面存档备份，存于）

## 活動演出
- 2019 LLB挑戰者盃身障兒童公益棒球賽 開場嘉賓
- 2019 板信x忠義基金會_與您藝童相信愛聖誕愛心市集 愛心大使
- 2021 歐德集團年度家庭日活動合作
- 2022 木作森活品牌開幕記者會
- 2022 私人親子派對企劃活動
- 2022 偏鄉育幼院公益活動
- 2022 新竹「桶柑嘉年華」
- 2022「竹北美食光明再現」
- 2022 創世基金會「與您童在公益園遊會」
- 2022 竹東「童心築夢夏戀竹東」
- 2022 中信公益基金會-兒少社區扎根陪伴計畫
- 2022 新竹縣農會-一日店長活動
- 2022 創世基金會-讓愛無限x與您童在
- 2022 當代逸境-社區聖誕晚會
- 2023 大里藝術廣場-童fun派對
- 2023 新竹運動島幼兒園校際盃
- 2023 新北市政府青年局-新北五新嘉年華
- 2023 關懷身心障礙者身心講座
- 2023 英業達集團家庭日
- 2023 新普集團中秋晚會
- 2023 台積電家庭日-夢之島
- 2023 緯穎科技家庭日
- 2023 台灣應材家庭日
- 2023 高雄市議員鐘易仲服務處「易起過聖誕親子公益party」
- 2024 GARMIN尾牙「好久不見音樂饗宴」
- 2024 台中廣三SOGO 「大年初二 小芙尼x海洋家族 新春唱跳」
- 2024 南都汽車家庭日
- 2024 屏東環球市歡樂唱跳秀
- 2024 唐氏症基金會 「牽起幼手，走一輩子」親子同樂會
- 2024 屏東環球市生日慶生會
- 2024 美光晶圓科技家庭日
- 2024 樺和集團家庭日
- 2024 FOOD超人 嘉義見面會
- 2024 台積電運動會
- 2024 昱豪精緻鍋物「Doremi姐姐x果凍姐姐 拍照見面會」」
- 2024 東京威力科創福委會家庭日
- 2024 聯發科技家庭日
- 2024 台灣應材家庭日
- 2025 南投縣春節關懷弱勢家庭公益活動
- 2025 獨角獸的奇幻花園
- 2025 員林蜀葵花季
- 2025 家樂福Fun電遊樂園
- 2025 FOOD超人 台中廣三SOGO見面會
- 2025 高雄千野春季運動會
- 2025 美學啟航 童夢飛翔 麥寮唱跳秀

## 參與節目
- 百變智多星(播出時間:2024/08/07)兒童界的天王天后-參與成員:甜兒姐姐、Sandy姐姐、樂樂哥哥

## 外部連結
- 小芙尼家族的Facebook專頁
- 小芙尼家族的Instagram帳戶
- 小芙尼家族YouTube （页面存档备份，存于）頻道